# John Lindsay Stewart

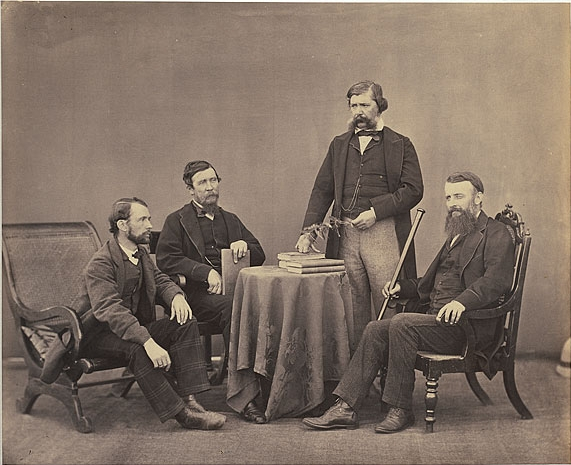
John Lindsay Stewart

Dr John Lindsay Stewart FRSE FRCS FRGS FLS (1831–1873) fue un cirujano, botánico, y jardinero escocés, del siglo XIX. Es recordado por sus estudios sobre conservación de bosques indios.

## Biografía
Era aborigen de Fettercairn.
Estudió medicina en la Universidad de Glasgow, bajo el Prof George Arnott Walker-Arnott recibiendo su doctorado (MD) en 1853. Luego, pasó el examen para el Servicio Médico Indio, viajando a Bengala en 1856 como cirujano asistente. En 1857, estuvo presente en el Asedio de Delhi, uno de los puntos decisivos en la Rebelión de la India de 1857. 
En 1858, se unió a la expedición a Yusufzai, sirviendo un tiempo con los Regimientos de Punjab. En 1860, dejó sus deberes médicos para convertirse en Superintendente de los Jardines Botánicos en Saharunpore bajo la jurisdicción de Dr William Jameson, delegándole su autoridad a él durante un año de ausencia. También tenía deberes supervisando las plantaciones de té del gobierno en la región. Y, tras el regreso de Jameson en 1861, regresó a la medicina como cirujano civil en Bijnour.
En 1864, fue puesto a cargo de un programa de conservación forestal en la región Cinco Ríos, continuando en este rol durante cinco años, y estableciendo sistemas que se hicieron eco en muchos proyectos de conservación posteriores.
Falleció en 1873, en el "Hill Sanatorium", de Dalhousie, India.

## Obra

### Algunas publicaciones
- Punjab Plants

- The Forest Flora of North-West and Central India: a handbook of the indigenous trees and srhubs of those countries, v. 1. 608 p. Ed. Allen, 1874

## Honores

### Membresías
- 1872: electo en la Royal Society of Edinburgh, siendo su proponente John Hutton Balfour.[3]